# جانی اوانز
جاناتان گرنت اوانز (انگلیسی: Jonathan Grant Evans؛ زادهٔ ۲ ژانویهٔ ۱۹۸۸) بازیکن سابق فوتبال اهل ایرلند شمالی است که برای باشگاه منچستریونایتد بازی می‌کرد.